# The Rock (gebouw)
The Rock is een gebouw aan het Gustav Mahlerplein (Claude Debussylaan 80) dat deel uitmaakt van het Mahler4-complex aan de Zuidas te Amsterdam. Het gebouw heeft 24 verdiepingen en een hoogte van 90 meter.
Dit gebouw bestaat uit onregelmatige elementen van glas, aluminium, steen en beton. Het gebouw oogt alsof het bovenste gedeelte veel zwaarder is dan het onderste gedeelte. Het ontwerp is grillig en lijkt op een rots. Het is een van de hoogste gebouwen aan de Zuidas.
Niet iedereen is enthousiast over het ontwerp. Zo werd het in 2010 genomineerd voor het lelijkste gebouw van Nederland door NRC Next, waar het gebouw de strijd aanging met onder andere het Agoratheater in Lelystad en het KPMG-hoofdkantoor.

## Interieur
In het interieur zijn de materialen natuursteen, hout en messing gebruikt. In de kantoren is de afwerking relatief eenvoudig gehouden. Hoewel het gebouw zich kenmerkt door rechte hoeken en strakke vormen, heeft de entree als uitzondering veel ronde vormen. De hoofdtrap in de entree heeft een prijs gewonnen voor de mooiste trap van het jaar bij EeStairs.